# John Graas
John Graas (Dubuque, 14 maart 1917 - 13 april 1962) was een Amerikaanse hoornspeler, bugelist, componist en arrangeur in de jazz. Hij wordt gezien als een pionier van de hoorn in de jazz.

## Biografie
Graas had een klassieke muziekopleiding, hij bezocht Tanglewood Music Center, waar hij speelde onder het toeziend oog van Serge Koussevitsky. Hij raakte geïnteresseerd in jazz en onderzocht manieren om jazz en klassiek samen te brengen, een vroege poging om te komen tot Third Stream-muziek. Zijn tweeledige interesse is terug te zien in zijn loopbaan: hij speelde in het Indianapolis Symphony Orchestra (1941), het Claude Thornhill Orchestra (1942), de Army Air Corps band (tijdens de Tweede Wereldoorlog, 1942-1945), het Cleveland Orchestra (1945-1946), het orkest van Tex Beneke (1946–1949), en het Stan Kenton Orchestra (1950-1953).
Graas was zeer druk in de jaren vijftig, als uitvoerend musicus, studiomuzikant, docent, componist van filmmuziek en arrangeur. Hij leidde zelf groepen en nam vanaf 1953 een reeks albums onder eigen naam op, waarop gerenommeerde West Coast Jazz-muzikanten meespeelden. Enkele namen: Milt Bernhart, Conte Candoli, Herb Geller, Jimmy Giuffre, Shelly Mann, Red Norvo, Andre Prévin, Zoot Sims en Hank Jones. Tevens speelde hij bij bands en orkesten van onder meer Shorty Rogers, Maynard Ferguson, Billy May, Pete Rugolo en Mel Lewis. Hij schreef Third Stream-composities als 'Jazz Symphony No. 1' en 'Jazz Chaconne No. 1'. 'Jazz Symphony Nr. 1' werd in 1956 opgenomen door musici uit het orkest van Erwin Lehn en het symfonie-orkest van SWF (uitgebracht in 1958). In het begin van de jaren zestig zette hij zijn bezigheden met dezelfde intensiteit voort (bijvoorbeeld met opnames met onder meer Henry Mancini, Bobby Darin en Heinie Beau), tot zijn loopbaan en leven onverwacht eindigden: hij overleed op 45-jarige leeftijd aan de gevolgen van een hartaanval, in het stadsdeel Van Nuys in Los Angeles.

## Discografie

### Als bandleider
- John Graas (Trend, 1953)
- Jazz Studio 2 (Decca, 1954)
- French Horn Jazz (Trend, 1954)
- Jazz Studio 3 (Decca, 1955)
- Jazz Lab 1 (Decca, 1956)
- Jazz Lab 2 (Decca, 1957)
- Jazzmantics (Lone Hill, 1958)
- International Premiere in Jazz (VSOP, 1958)
- Coup de Graas (1959)[3]

### Als 'sideman'
Met Benny Carter
- Cosmopolite (Norgran,  1954)

Met Stan Kenton
- Innovations in Modern Music (Capitol, 1950)
- Stan Kenton Presents (Capitol, 1950)
- Popular Favorites by Stan Kenton (Capitol, 1953)
- This Modern World (Capitol, 1953)
- The Kenton Era (Capitol, 1940-54, [1955])

Met Gerry Mulligan
- Gene Norman Presents the Original Gerry Mulligan Tentet and Quartet (GNP, 1953 [1997])

Met Shorty Rogers
- Modern Sounds (Capitol, 1951)
- Shorty Rogers and His Giants (RCA Victor, 1953)
- Cool and Crazy (RCA Victor, 1953)
- Shorty Rogers Courts the Count (RCA Victor, 1954)
- Martians Come Back! (Atlantic, 1955 1956)
- Way Up There (Atlantic, 1955 1957)

Met Pete Rugolo
- Introducing Pete Rugolo (Columbia, 1954)
- Adventures in Rhythm (Columbia, 1954)
- Rugolomania (Columbia, 1955)
- New Sounds by Pete Rugolo (Harmony Records, 1954-55, [1957])
- Percussion at Work (EmArcy, 1957)

- Biblioteca Nacional de España: XX1768423
- Bibliothèque nationale de France: cb139630332 (data)
- Gemeinsame Normdatei: 1120056357
- International Standard Name Identifier: 0000 0000 5946 0854
- Library of Congress Control Number: n95119878
- MusicBrainz: 74c5fe17-3d0c-446c-b90d-5eeb1bc2c4be
- Nationale Bibliotheek van Israël: 987007411262505171
- Istituto Centrale per il Catalogo Unico: RAVV648647
- SNAC: w69q7cj7
- Virtual International Authority File: 304363594
- WorldCat: E39PCjCP3CqHppWTtFMXp7R3gq